# Bağdaş
Bağdaş (kurd. Peranis) ist ein Dorf im Landkreis Yüksekova, Provinz Hakkâri. Es befindet sich im Südosten der Türkei, 35 km nördlich der Kreisstadt. Der ursprüngliche Ortsname ist kurdischen Ursprungs.
Für das Jahr 2000 wird die Bevölkerungszahl mit 1370 angegeben. Die Stadtverwaltung Yüksekova nennt in ihrem Entwicklungsplan für 2010–2014 eine gegenwärtige Zahl von 1.746 Einwohnern, laut TÜIK waren es 2009 1.765 Einwohner. Im Dorf und in drei seiner zugehörigen Weiler befinden sich drei Grundschulen.
Die Weiler, die verwaltungstechnisch zu Bağdaş gehören, heißen Ericik (Silort), Gedikli (Gove), Kayakonak (Hisark), Kazan (Tavani) und Tatlıcak (Zêvkan). Der kurdische Name wird im Zensus von 1980 als Alternativbezeichnung verwendet.
Bağdaş liegt in 2.140 m über NN. In der Umgebung des Dorfes kommt es immer wieder zu Gefechten zwischen Guerillakämpfern der Arbeiterpartei Kurdistans und den Sicherheitskräften.